# جیکوب لاتیمور
جیکوب لاتیمور (به انگلیسی: Jacob Latimore) (زاده ۱۰ اوت ۱۹۹۶) خواننده، بازیگر، رقصنده آمریکایی است.
از فیلم‌های معروف او می‌توان به بازی در فیلم زیبایی موازی ، کریستال، آبنبات شیشه‌ای، ولادت سیاه و دیترویت اشاره کرد.